# 乌勒河
乌勒河（法語：Oule，法語發音：[ul]）是法国奥弗涅-罗讷-阿尔卑斯大区德龙省与上阿尔卑斯省的河流，是艾格河的右支流，长32.7千米，发源自蒙莫兰，于雷米扎流入艾格河。